# Georg Fredrik von Walden den äldre
Georg Fredrik von Walden den äldre, (eller Georg Friedrich von Walden), född 12 april 1654 på ön Ösel, död 2 februari 1728 i Husby-Långhundra socken, var en svensk officer (överstelöjtnant).

## Biografi
Georg Fredrik von Walden var son till Michael von Walden (född på 1630-talet), sonson till Johann Tilmann von Walden och Sophia van der Brincken (se artikel om adelsätten von Walden. Han var legosoldat, som värvades till ett svenskt förband från Generalstaterna Holland där han tidigare tjänstgjort, och hade kämpat för Karl XI i dennes kampanjer i Preussen. Kapten vid Bohusläns dragonregemente. På våren 1679 flyttar von Walden till kyrkobyn Lilla Väsby i Almunge socken. Då kungen genomdriver indelningsverket år 1682, blir ovan nämnda Husby by med kringliggande ägor, von Waldens nya frälseegendom. Han blev den 3 november 1719 befordrad till överstelöjtnant för ovannämnda dragonregemente. Ätten von Walden blev med honom naturaliserad i Sverige samma år den 17 december och fick introduktion år 1720 på Sveriges Riddarhus under nr 1708.
Gift 15 april 1688 i Stockholm med borgarflickan Brita Brandt.
Barn:
- Hedvig Eleonora von Walden (????-????), gift med löjtnanten och livdrabanten Samuel Dahl (1690-1759).
- Karl Fredrik von Walden (1689-1739), kornett vid Livregementet till häst
- Sofia Elisabet von Walden (1700-1770), gift med löjtnanten vid Upplands regemente Peter Myrdahl (f 1685).
- Birgitta von Walden (1700-1760), gift med prosten och kyrkoherden i Almunge pastorat Johan Sundius (1695-1781).
- Kristiana von Walden (????-1720), gift med mantalskommissarien Elias Hilleström (1693-1763).
- Maria Elisabet von Walden (????-????), gift med kamreraren vid Kammarkollegium Simon Christiernin (1675-1742).
- Georg Fredrik von Walden den yngre (1702-1754), stallmästare och kammarherre vid Kungliga Vetenskapsakademien
- Kristina Juliana von Walden (1705-1743), gift med kaptenen Henrik Wilsdorff (1702-1768).

### Husby
År 1707 lät Georg Fredrik von Walden uppföra, i karolinsk stil, den herrgård som blev Husby gårds huvudbyggnad. Han innehade gården fram till sin död 1728 då den övertogs av sonen kornetten Karl Fredrik von Walden (1689-1739). Efter Karl Fredriks död år 1739, övertogs gården av yngre brodern, med samma namn som fadern, dåvarande beridaren vid H.M. Konungens hovstall, Georg Fredrik von Walden den yngre (1702-1754). Gården kallas numer Tilasgården efter majoren och friherre Olof Tilas (född 1719) som köpte gården år 1757.